# Lorentziella uruguensis
Lorentziella uruguensis är en bladmossart som beskrevs av C. Müller in Bescherelle 1877. Lorentziella uruguensis ingår i släktet Lorentziella och familjen Gigaspermaceae. Inga underarter finns listade i Catalogue of Life.